# LILA

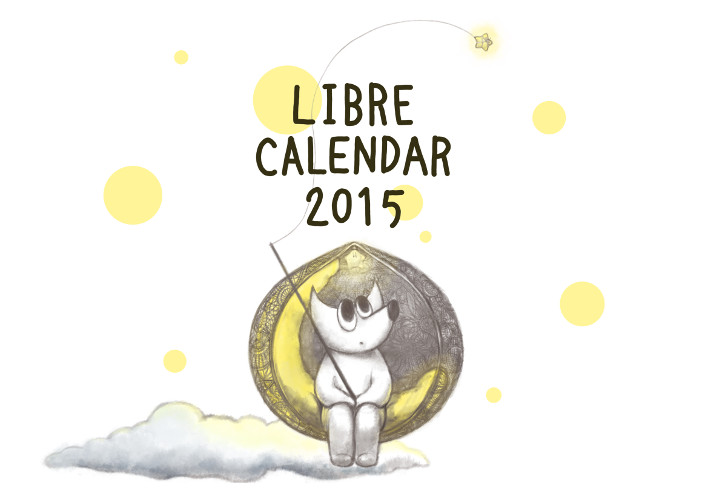
Fishing Night: A LILA Szabadművészeti Egyesület 2015 Szabadnaptár borítója készítette: (c) Aryeom Han, http://girinStud.io, 2014, CC-BY

A LIbre comme L’Art egyesület egy francia szabadművészeti egyesület Párizsban.

## Történet
A LILA szabadművészeti egyesület 2005-ben alapult.
Kezdeti célja a 2006-os Szabad zene fesztivál megrendezése volt, melyre nem találtak elég forrást, de az Egyesület ennek kapcsán jött létre.
Az Egyesület 2014 októberében folytatta tevékenységet egy kisfilm közzétételével.

## Termékek

### 2014

#### Stopmotion in Entangle
Novemberben közzétették CC-BY licencű kisfilmjüket egy animációs kisfilmről

#### 2015 Szabadnaptár
November végén bejelentették, hogy letölthető a nyomtatás előtti fázisra elkészült 2015 Szabadnaptáruk.

### 2015
2015. február 5-én a LILA Szabadművészeti Egyesület bejelentette, hogy megkezdték ZeMarmot című animációs filmjük gyártásának első ütemét, melynek eredményét áprilisban teszik közzé.
E mellett bejelentették, hogy 2015-ben egy Copyleft tesztkép-készletet projektet is lefuttatnak.